# Enrique Enríquez el Mozo
Enrique Enríquez «el Mozo» (c. 1305-1366). Ricohombre castellano e hijo de Enrique Enríquez el Viejo, señor de la Puebla de los Infantes, y de Estefanía Rodríguez de Ceballos, señora de Villalba de los Barros y del Vado de las Estacas.
Fue señor de Villalba de los Barros, Nogales, Almendral, La Parra, Begíjar, y otras villas, y desempeñó los cargos de adelantado mayor de la frontera de Andalucía, justicia mayor de la Casa del rey, caudillo mayor del obispado y reino de Jaén, alguacil mayor de Sevilla y caballero de la Orden de la Banda.
Fue bisnieto del rey Fernando III de Castilla.

## Orígenes familiares
Fue hijo de Enrique Enríquez y de Estefanía Rodríguez de Ceballos. Por parte paterna fueron sus abuelos el infante Enrique de Castilla el Senador, hijo del rey Fernando III de Castilla, y de Mayor Rodríguez Pecha. Por parte materna fueron sus abuelos Rodrigo González de Ceballos, alcalde mayor de Toledo y adelantado mayor de Murcia, y su esposa, María Fernández de Caviedes, señora de Caviedes, Lamadrid y La Revilla.

## Biografía

### Juventud y actuaciones durante el reinado de Alfonso XI de Castilla (1307-1350)

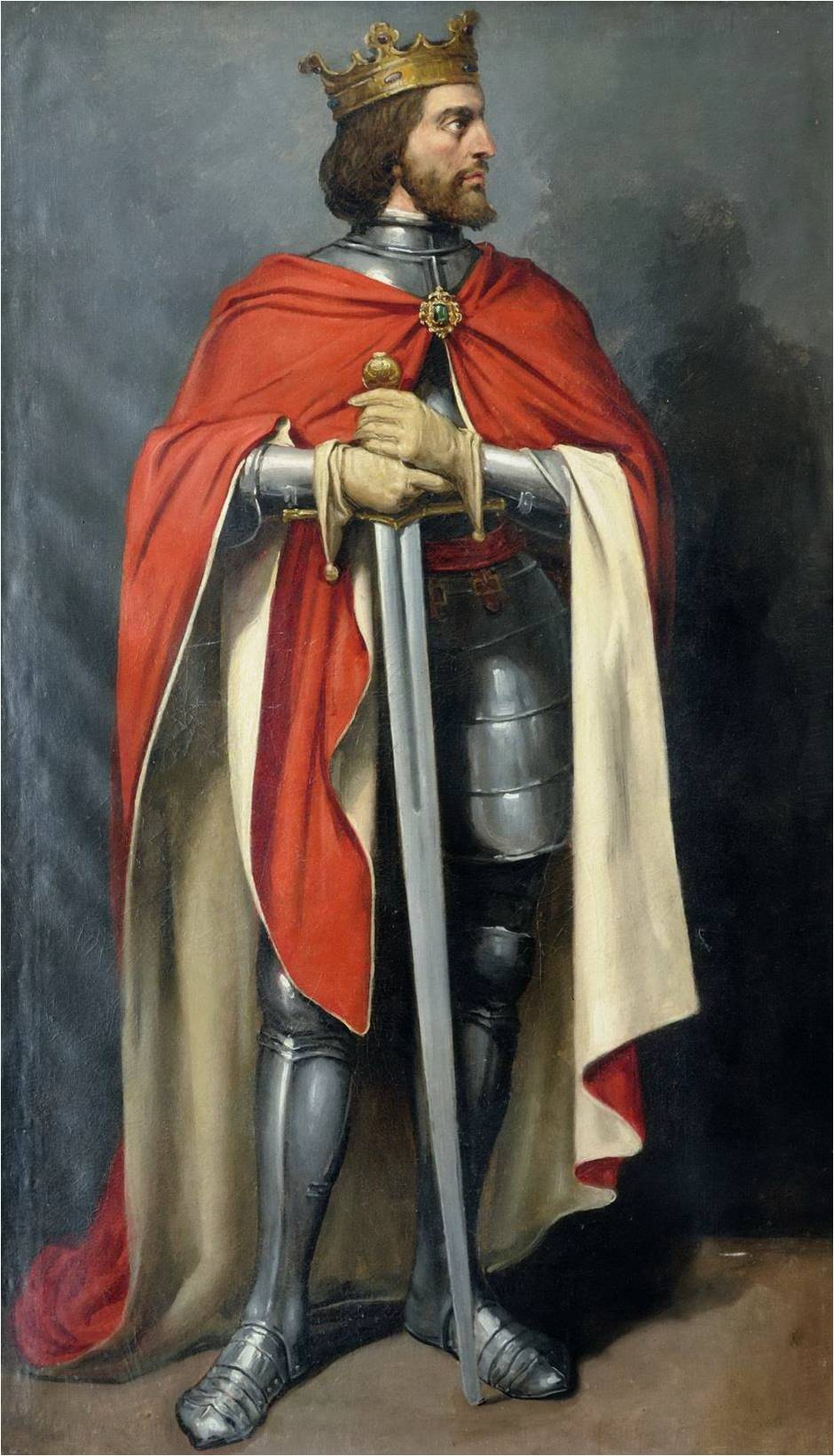
Retrato imaginario de Alfonso XI de Castilla, que concedió numerosas mercedes a Enrique Enríquez el Mozo. José María Rodríguez de Losada. (Ayuntamiento de León).

Se desconoce su fecha de nacimiento. En 1307, Estefanía Rodríguez de Ceballos, madre de Enrique Enríquez el Mozo, cedió, con el consentimiento de su esposo, su señorío de Villalba de los Barros a su hijo,, y la donación fue confirmada por un documento emitido en la ciudad de Valladolid, el día 12 de abril de 1320, por el rey Alfonso XI de Castilla.
Se desconoce la fecha de defunción de su padre, Enrique Enríquez, aunque debió de ocurrir antes del 28 de febrero de 1323, ya que en esa fecha su esposa dejó constancia de su estado de viudedad en un documento otorgado en la ciudad de Sevilla, y por el que vendía una casa de su propiedad, situada en la calle Escobas, a Juana, viuda de Vicente García, y vecina, al igual que la vendedora, de la collación de Santa María de Sevilla. Y en agosto de 1326 Enrique Enríquez el Mozo combatió junto a otros muchos nobles en la batalla de Guadalhorce, en la que las tropas castellanas, a las órdenes del célebre escritor Don Juan Manuel, nieto de Fernando III de Castilla, derrotaron a las tropas musulmanas y les ocasionaron unos 3.000 muertos.
En 1331 fue nombrado caballero de la Orden de la Banda, que había sido fundada por el rey Alfonso XI en ese mismo año, y dos años después, en 1333, el rey le cedió la villa de Almendral, situada en la actual provincia de Badajoz, con todos sus términos y rentas. El día 19 de septiembre de 1335, hallándose Alfonso XI en la ciudad de Toro, cedió a Enrique Enríquez, que ocupaba el cargo de justicia mayor de la Casa del rey, la mitad de la aldea de Espechilla, situada en la comarca sevillana del Aljarafe. Y en 1336 las tropas castellanas, a las órdenes de Enrique Enríquez el Mozo, Pedro Ponce de León el Viejo, señor de Marchena, y Juan Alonso Pérez de Guzmán, señor de Sanlúcar de Barrameda e hijo de Alonso Pérez de Guzmán, derrotaron a las tropas del rey Alfonso IV de Portugal en la batalla de Villanueva de Barcarrota y, con su victoria, obligaron al rey de Portugal a levantar el asedio de Badajoz.
En 1340, actuando como caudillo mayor del obispado de Jaén, combatió en la batalla del Salado, en la que las tropas cristianas derrotaron a las musulmanas y, tras dicha batalla, el rey Alfonso XI dejó a Enrique Enríquez y a sus hijos Alonso y Fernando por fronteros del obispado de Jaén, junto con Juan Ruiz de Baeza, señor de La Guardia, Meléndez de Sotomayor, señor de Jódar y Bedmar, y Alonso Meléndez de Guzmán, maestre de la Orden de Santiago.
El día 1 de diciembre de 1341, hallándose Alfonso XI en el municipio madrileño de Robledo de Chavela, destituyó a Enrique Enríquez del cargo de juez de Baeza a petición del concejo baezano, y al mismo tiempo el rey devolvió a dicha ciudad el privilegio de nombrar sus propios jueces y alcaldes, según lo recogido en el Fuero de Cuenca, por el que se regía la ciudad de Baeza, y que le había sido concedido por el rey Fernando III de Castilla. Y ese mismo día, Alfonso XI arrebató a Enrique Enríquez la aldea de Begíjar, que le había entregado en 1341, y se la devolvió al concejo de Baeza, al que había pertenecido anteriormente.
En 1343 el rey Alfonso XI donó a Enrique Enríquez el Mozo la aldea de La Parra, situada en la actual provincia de Badajoz, y un año después, en 1344, tomó posesión de la villa de Nogales, que había sido vendida en 1340 a Alfonso XI por Lorenzo Vázquez de la Fuenteseca, por la cantidad de 70 000 maravedíes, y que el monarca había entregado a continuación a Pedro Carrillo. Pero este último, hallándose necesitado de recursos para tomar parte en la guerra contra los musulmanes, solicitó un préstamo de 40 000 maravedíes a Enrique Enríquez el Mozo y, como garantía de devolución del préstamo, señaló la villa de Nogales, que en 1344 pasó definitivamente a manos de Enrique Enríquez, debido a la incapacidad de Pedro Carrillo para devolver el préstamo que le había sido concedido. Y además de los señoríos que heredó y que le fueron donados por el rey, Enrique Enríquez adquirió una serie de tierras en la comarca extremeña de la Tierra de Barros, a fin de aumentar sus rentas e ingresos y de redondear las posesiones que se hallaban en su poder, encontrándose la mayoría de ellas en los términos de Salvatierra de los Barros, La Parra, y el alfoz de Badajoz.
Enrique Enríquez el Mozo desempeñó entre marzo de 1345 y marzo de 1348 el cargo de justicia mayor de la Casa del rey, habiendo sido precedido en el cargo por Garcilaso II de la Vega, señor de la Vega, y siendo sucedido en el mismo por Juan Alfonso de Benavides.

### Actuaciones durante el reinado de Pedro I de Castilla
El día 19 de mayo de 1358 fue nombrado adelantado mayor de la frontera de Andalucía por el rey Pedro I de Castilla, al tiempo que dejaba el cargo de alguacil mayor de Sevilla. El cargo de adelantado mayor de la frontera de Andalucía había sido desempeñado hasta ese momento por Fadrique Alfonso de Castilla, maestre de la Orden de Santiago e hijo ilegítimo del rey Alfonso XI.
En 1361, los musulmanes granadinos invadieron el reino de Castilla con seiscientos caballeros y dos mil peones e incendiaron el municipio jienense de Peal de Becerro, y cuando Enrique Enríquez el Mozo, Diego García de Padilla, maestre de la Orden de Calatrava, y Men Rodríguez de Biedma, caudillo mayor del obispado de Jaén, que se encontraban en la ciudad de Úbeda, tuvieron conocimiento de ello, salieron de dicha ciudad junto con los caballeros de su concejo y los de otras localidades, y se dirigieron a ocupar los pasos del río Guadiana Menor. Y posteriormente, en la batalla de Linuesa, librada el día 21 de diciembre de 1361, los castellanos derrotaron completamente a los granadinos, resultando muchos de ellos muertos o prisioneros, y perdieron el botín del que se habían apoderado durante su incursión. 

El rey Pedro I se apoderó de los musulmanes que habían sido capturados y se comprometió a pagar por cada uno de ellos trescientos maravedís, aunque al final el monarca no pagó la cantidad estipulada por los cautivos, ocasionando con ello el enojo de los caballeros que habían tomado parte en la campaña, que comenzaron a recelar del monarca castellano.

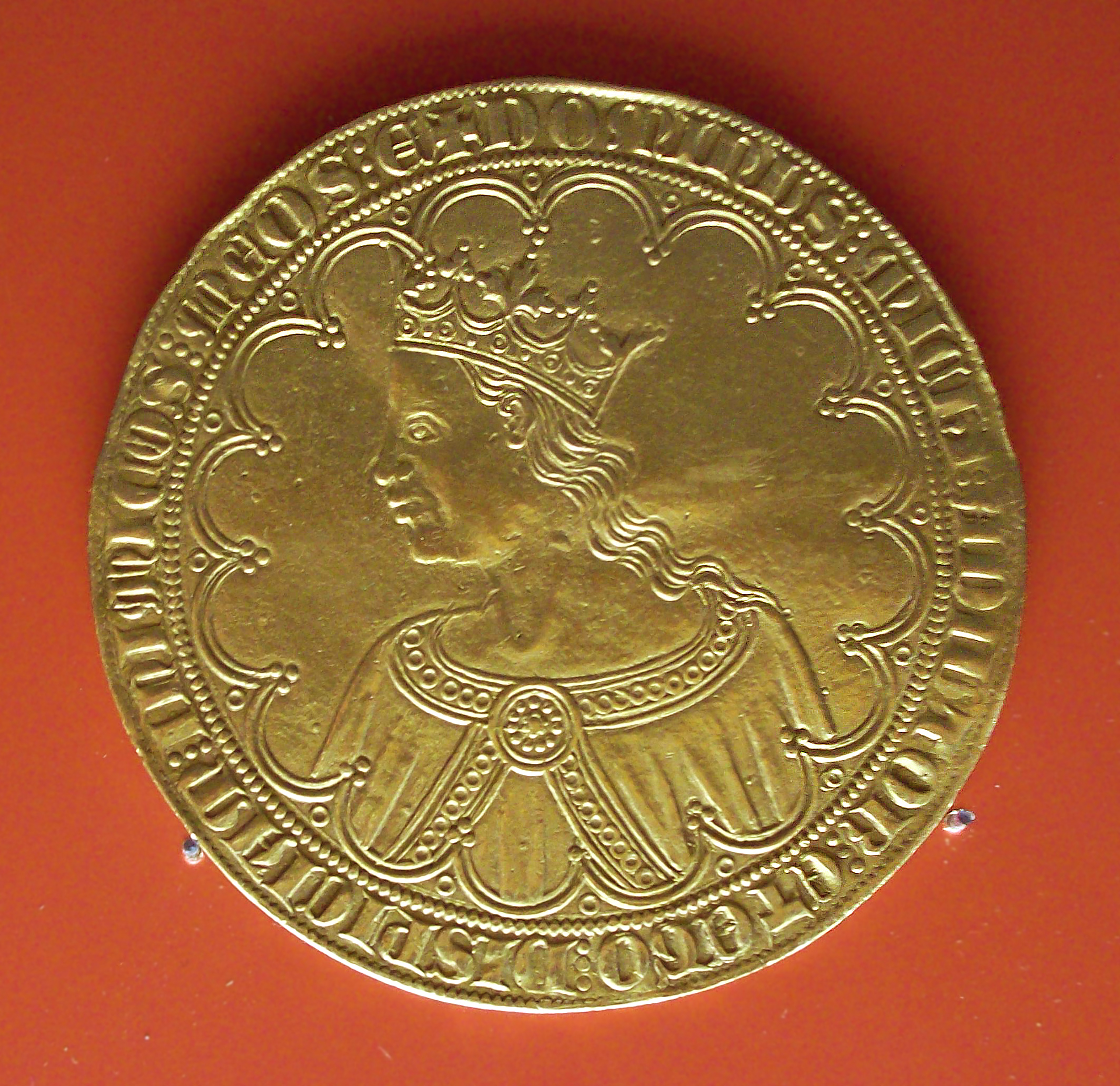
Gran dobla o dobla de a diez de Pedro I de Castilla, acuñada en Sevilla en 1360. (M.A.N., Madrid).

El día 15 de enero de 1362 Enrique Enríquez el Mozo combatió contra las tropas musulmanas en la batalla de Guadix, en la que estas últimas resultaron vencedoras, y en dicha batalla, que supuso un desastre para los castellanos, el maestre de la Orden de Calatrava, Diego García de Padilla, fue capturado por los musulmanes, aunque a los pocos días fue liberado por orden del rey Muhammed VI de Granada. Y el día 29 de mayo de 1364, durante la Guerra de los dos Pedros, el rey Pedro I de Castilla ordenó al concejo de la ciudad de Murcia y a Enrique Enríquez el Mozo, que aún desempeñaba el cargo de adelantado mayor de la frontera de Andalucía, que proporcionasen cuanto necesitase a Pedro Fernández el Niño, adelantado mayor del reino de Murcia, para que este último resistiese en el interior del castillo de Alicante, que había sido conquistado a los aragoneses por Pedro I.
Y el día 28 de junio de 1364 Enrique Enríquez, en calidad de adelantado mayor de la frontera de Andalucía y caudillo mayor del obispado y reino de Jaén, ordenó al concejo de Murcia que enviase a Elche ochenta hombres de a caballo y cien peones, entre lanceros y ballesteros, a fin de acudir posteriormente con ellos a la ciudad de Alicante. Y el día 16 de agosto de 1364 Enrique Enríquez el Mozo, que aún ocupaba los cargos antes mencionados, ordenó al concejo de Murcia que Alfonso Pérez de Guzmán, junto con los hombres de armas de la ciudad de Murcia, fueran a talar la huerta de Orihuela, que estaba en territorio aragonés.
Enrique Enríquez el Mozo falleció antes del día 20 de marzo de 1366, pues consta que en esta última fecha ya había fallecido. aunque otros autores afirmaron erróneamente que falleció en 1376. Y a su muerte, buena parte de las tierras y señoríos que había reunido en el territorio de la actual provincia de Badajoz pasaron a ser propiedad de una de sus hijas, Leonor Enríquez, que recibió a la muerte de su padre, entre otras, las villas de Nogales y Villalba de los Barros, junto con todas las tierras de sus términos, que habían sido tasadas en 170 000 maravedís.

## Sepultura

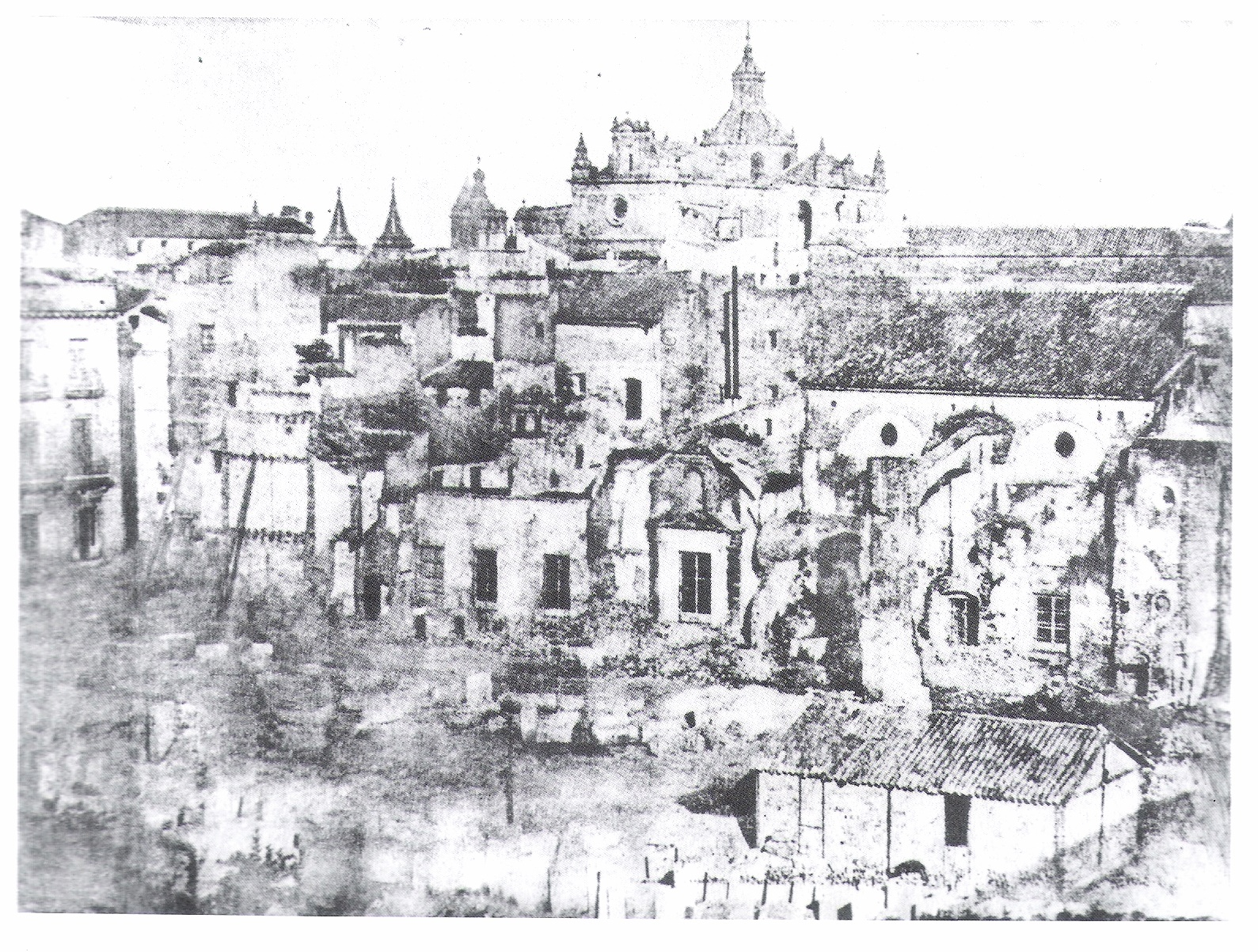
Vista del convento de San Francisco de Sevilla medio derribado en 1841.

Fue sepultado en el desaparecido convento de San Francisco de Sevilla, que fue saqueado, profanado e incendiado por las tropas francesas durante la Guerra de la Independencia Española y, posteriormente, demolido en el año 1841. Sobre la tapa de su sepulcro estaba colocada una estatua yacente que representaba al difunto y el sepulcro estaba adornado con tres escudos de la familia Enríquez, que son similares al usado por el infante Enrique de Castilla el Senador, abuelo de Enrique Enríquez el Mozo. Y en el sepulcro estaba esculpido el siguiente epitafio:

Aquí yace don Enrique Enríquez, el viejo, hijo del noble infante don Enrique, que Dios perdone.

El epitafio es incorrecto porque Enrique Enríquez el Mozo fue nieto y no hijo del infante Enrique, a no ser que con el término infante se esté refiriendo a Enrique Enríquez el Viejo, padre de Enrique Enríquez el Mozo. El célebre escritor Don Juan Manuel era llamado infante sin serlo, porque era nieto y no hijo de rey y además el historiador salmantino Manuel Villar y Macías creyó erróneamente que Enrique Enríquez el Mozo y su padre, Enrique Enríquez, fueron una sola persona. Y conviene señalar que en el convento de San Francisco de Sevilla también fueron sepultadas dos de las esposas de Enrique Enríquez el Mozo y sus dos hijos varones legítimos.

## Matrimonios y descendencia
Contrajo matrimonio por primera vez con Juana de Guzmán, hija de Pedro Núñez de Guzmán, ricohombre de Castilla, y de Juana Ponce de León. Su primera esposa era tataranieta por parte materna del rey Alfonso IX de León y hermana de Leonor de Guzmán, amante de Alfonso XI y madre de Enrique II de Castilla. Y fruto de su primer matrimonio nacieron dos hijos:
- Alonso Enríquez (m. antes de 1367). Ricohombre de Castilla y sepultado en el desaparecido convento de San Francisco de Sevilla.[26][1]
- Fernando Enríquez (m. antes de 1367). Ricohombre de Castilla y adelantado mayor de la frontera de Andalucía[1] en nombre de Don Juan Manuel y de Fadrique Alfonso de Castilla, hijo ilegítimo de Alfonso XI.[28] Contrajo matrimonio con Sancha Ponce de Cabrera, hija de Juan Ponce de Cabrera, señor de Cabra,[1] y tataranieta de Alfonso IX de León.[29][30] Fue sepultado en el desaparecido convento de San Francisco de Sevilla.[26]

Contrajo un segundo matrimonio con Urraca Ponce de León, hija de Pedro Ponce de León, señor de la Puebla de Asturias, Cangas y Tineo y mayordomo mayor del rey Fernando IV de Castilla, y de Sancha Gil de Chacim. Fruto de su matrimonio nació una hija:
- Leonor Enríquez, señora de Melgar de Yuso, Villalba de los Barros, Lahiguera, Jódar, y Nogales.[32] Se casó por primera vez con Alonso Pérez de Guzmán, señor de Sanlúcar de Barrameda, y en segundas nupcias con Fernán Ruiz de Castro, señor de Lemos y Sarria, y mayordomo mayor y alférez del rey Pedro I de Castilla.[33]

Contrajo un tercer matrimonio con Teresa de Haro, hija de Alfonso López de Haro, señor de los Cameros, y de Leonor de Saldaña, y fruto de su matrimonio nació una hija:
- Isabel Enríquez. Contrajo matrimonio con Garci III Fernández Manrique de Lara, ricohombre de Castilla y señor de Estar y de San Martín de Elines,[32] y de dicha unión descienden los condes de Castañeda y los marqueses de Aguilar de Campoo.[34] Y posteriormente volvió a casarse con Alfonso Téllez de Castilla, hijo del conde Tello de Castilla, señor de Vizcaya e hijo de Alfonso XI de Castilla.[32]

Fuera de matrimonio tuvo dos hijos con una mujer apellidada Sevilla, aunque Jaime de Salazar y Acha sólo menciona la existencia de Per Enríquez:
- Per Enríquez de Sevilla, señor de Melgar de Yuso y de Villalba de los Llanos.[32] Dicho señorío le fue cedido por su hermanastra Leonor Enríquez en su testamento,[32] otorgado en el convento de Santa Clara de Burgos el día 9 de octubre de 1394.
- Juana Enríquez de Sevilla. Contrajo matrimonio con Antón Paz, señor de Casa Paz, en Salamanca.

| Predecesor: Estefanía Rodríguez de Ceballos | Señor de Villalba de los Barros 1307–1366                | Sucesor: Leonor Enríquez           |
| Predecesor: Fadrique Alfonso de Castilla    | Adelantado mayor de la frontera de Andalucía 1358 – 1364 | Sucesor: Sancho de Castilla        |
| Predecesor: Garcilaso II de la Vega         | Justicia mayor de la Casa del rey 1345 – 1348            | Sucesor: Juan Alfonso de Benavides |